# Труш-Коваль Василь Єлисейович
Труш-Коваль Василь Єлисейович (20 грудня 1905, м. Городище (нині Черкаська область) — 11 січня 1944) — український поет, політичний в'язень, жертва радянського терору.

## Життєпис
Народився у 1905 р. у м. Городище на Черкащині в родині службовця цукроварні. Закінчив сільську початкову школу, а з 1915-го, коли батька забрали на війну, дядько влаштував хлопця до Київської першої гімназії, де він навчався до 1920 р. З наступного року став учнем агротехнікуму при місцевому цукрозаводі, де зблизився з групою патріотичної молоді.
У 1929 р. закінчив Київський сільськогосподарський інститут. Ще другокурсником Труш-Коваль почав працювати як землевпорядник по установах Народного комітету землі України, пізніше потрапляє до геофізичного відділу Київського міського комунального господарства. Оскільки ця робота чоловіку не подобалася, то він з радістю відреагував на запрошення стати інженером-проектантом у Благовєщенську Амурської області. Тому переїхав у Владивосток у квітні 1933 року.

### Перший арешт
У серпні 1922 року Труш-Коваль був заарештований. У січні 1923 року у Черкаському суді було виголошено вирок — ув'язнення строком на 5 років. Через рік рішення було скасоване, а згідно з постановою ЦК комсомолу України на випробувальний термін до заводської комсомольської організації. Там він пробув до літа 1925-го. Працював лаборантом на Городищенській цукроварні.

### Другий арешт
Вдруге Труша-Коваля заарештували 28 лютого 1934 року в Благовєщенську, звинувативши в тому, що він планував втечу за кордон. І справді, поет декілька разів зустрічався з працівниками Маньчжурського консульства. Вже 14 березня 1935 року його було засуджено на 10 років у концтаборі.
У лютому 1936 року він прибув до Воркутпечлагу і став працювати маркшейдером. Як виявилось, він знав критичні праці Майфета ще з 1920-х рр. Спільні літературні інтереси зблизили в'язнів. Там у 1939 р. на рудні Еджит-Кирта із ним познайомився письменник Григорій Майфет, невдовзі після того, як прибув туди по етапу з Карелії. Як виявилося, Василь знав його критичні праці ще з 1920х років. Спільні літературні інтереси зблизили в'язнів, тому Майфет зберіг 24 вірші Труша-Коваля, переховуючи їх у чоботах під устілкою. Ці вірші всі були опубліковані.
Про вірші Труша-Коваля знав іще один в'язень Еджит-Кирти — відомий український письменник Володимир Гжицький .

## Поетична творчість
Перші поетичні спроби датовані 1921 роком, коли Василь Труш-Коваль опублікував свої вірші в рукописному журналі «Рілля». У друкованому вигляді перший вірш «Дні» з'явився у в 1926-му.
Своє поетичне народження Василь Труш-Коваль пов'язував безпосередньо з часом, який посіяв руїну:
На руїні народилася пісня моя, мов билинка слідами боїв…
Вірші В.Труша-Коваля засвідчують гостро розвинуте почуття національної свідомості. Він був поетом волелюбних мотивів і палкої любові до Батьківщини, беріг ідеали молодості та вірив, щогероїчна сторінка боротьби за волю України не буде ніколи забута
Навіть у тюремні часи Василь лишився палким патріотом своєї країни. У 1941 р. у концтаборі Василь Труш-Коваль, катований роздумами про трагічне буття свого народу, у вірші «Перша Заповідь» закликає українців єднатися, не піддаватися «ні в ім'я чого» суспільним розколам:
Як сонце, вічна, одна на всюди,

З усіх скрижалів одна оця:

Ні в ім ’я чого не цільте в груди

- Ні Бога-Сина, Бога-Вітця.

Не цільте в груди, ні в тім ’я Божі,

Ні в білі чола, ні в світ зіниць,

Бо кров же ваша на кожній ложі,

Де син Вкраїни — простертий ниць.

Бо кров же ваша і ваші руки,

І білий комір, і світлий вус

- Це ж ваші рани, і ваші муки,

І ваша пам ’ять, де слізьми б'юсь.

Єдине тіло, єдина мати…

О, світла радість, що в нас тече!

Хто кров Вкраїни надумав лляти,

Геть із очей!
Перед читачем постає образ людини високої духовності, яка за умов сталінської каторги зберегла своє інтелігентське обличчя.
Вірші В.Труша-Коваля по-справжньому поетичні, вбачається й неокласичний лад, є символічний підтекст. Тут і власні спостереження, уявлення й переживання, пов'язані з подіями перших пореволюційних років на Україні. Тому вони обвіяні трагічністю, їх важко розгадати, якщо не знати умов, за яких творилися.

## Смерть
Причиною смерті Труша-Коваля вважають фізичне виснаження та застуду . Після невдалої операції 11 січня 1944 року поет помер. Похований на території Інтинського концтабору. У 1989—1990 рр. у зв'язку з заявою дочки поета Ярини Суханової відбулося додаткове слідство у справі батька і встановлено, що засуджений він без достатніх підстав. Постановою Верховного Суду СРСР від 30 листопада1990 р. В.Труш-Коваль реабілітований.